# Ton pérégrin
Le tonus peregrinus, ton pélerin  ou neuvième ton, est un ton de psalmodie en chant grégorien. Ce ton est exceptionnel en chant grégorien : il  est principalement associé au psaume 113 (dans la numérotation de la Vulgate), In exitu Israel, lorsqu'il est chanté aux vêpres du dimanche.
Sa principale caractéristique est de posséder deux teneurs par verset.

## Caractéristiques
En tant que ton psalmodique, le tonus peregrinus ne rentre dans aucun des huit modes grégoriens. En effet, un verset chanté dans ce ton a deux teneurs, employées l'une dans la première moitié du verset et l'autre dans la seconde moitié. Un tel changement n'est pas prévu dans les huit modes authentiques et plagaux, qui étaient considérés comme immuables et faisant autorité au début du Moyen Âge.
À partir du IXe siècle apparaissent de nouvelles mélodies qui ne s'inscrivent pas toujours dans le schéma traditionnel des modes. De ces nouveaux modes aux tonalités soutenues ou aux finales changeantes, également appelés paraptères, seul le tonus peregrinus fut adopté dans les livres de choral à long terme. Dans ce contexte, le terme peregrinus remonte à Berno von Reichenau et a été utilisé pour la première fois au XIIe siècle, en particulier dans l'aire culturelle germanophone. Le terme composé tonus peregrinus n'est largement utilisé que depuis le XIVe siècle.
La teneur de la première moitié est une quinte au-dessus de la note finale, et celle de la deuxième moitié est un ton plus bas, soit une quarte au-dessus de la finale. La formule de la finale est accentuée, avec deux syllabes de préparation. Le ton présente de nombreuses variations suivant la région d'origine. Dans le premier verset, les deux hémistiches commencent par un podatus, qui est omis dans les versets suivants, ou le verset commence directement sur la teneur.
En chant grégorien, le tonus peregrinus existait avant que le système modal de l'octoechos ne soit défini. Plus tard, ce neuvième ton fut associé au neuvième mode, ou mode éolien, qui, dans une compréhension plus moderne de l'harmonie, peut être considéré comme un mode mineur standard.

## Désignation
C'est peut-être ce changement de teneur qui donne au mode le nom de peregrinus, littéralement « pélerin ».
Alternativement, la désignation peut faire référence à son association au psaume 113 (dans la numérotation de la Vulgate), In exitu Israel, décrivant qu'Israël a péregriné quarante ans dans le désert après sa sortie d’Égypte.

## Emploi

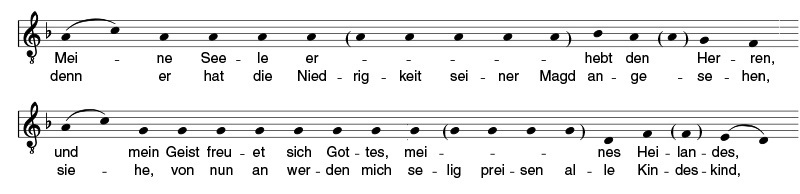
Le Magnificat allemand traditionnel, chanté sur une variante allemande du neuvième ton ou tonus peregrinus.

Le tonus peregrinus est un ton de psalmodie exceptionnel en chant grégorien : il  est principalement associé au Psaume 113 (dans la numérotation de la Vulgate), In exitu Israel, lorsqu'il est chanté aux vêpres du dimanche. Il est parfois également utilisé pour le Benedictus à laudes, et pour le psaume Laudate pueri aux vêpres.
La troisième lecture alternative des Lamentations de Jérémie, qui, avant le Concile Vatican II, faisait l'objet d'un chant soliste lors des heures de lecture de la messe funéraire du Samedi saint, est composée dans le tonus peregrinus. L'introduction Incipit oratio... se termine par un sol et se poursuit par Jeremiae Prophetae se terminant par un la. Les demi- couplets suivants se terminent alternativement par les finales sol et la. Le dernier paragraphe commence par les mots Jerusalem, Jerusalem..., se terminant par sol, et le final ...convertere ad Dominum Deum tuum, se terminant à nouveau par la.
Dans le luthéranisme, le tonus peregrinus est associé au Magnificat (également chanté en vêpres, généralement) : c'est le cadre traditionnel de la traduction allemande du Magnificat par Luther (Meine Seel erhebt den Herren, illustration ci-contre), qui est une variante allemande du tonus peregrinus, avec une intonation la-do. Il était également employé pour chanter le Nunc dimittis à la fin des complies, quand elles étaient chantées par le chœur grégorien.

## Histoire
La légende veut que ce ton ait été chanté par Jésus-Christ et ses disciples après la Cène. De fait, il est spécifiquement associé au psaume In exitu Israel, dont on peut supposer qu'il appartenait aux premiers psaumes eucharistiques, étant donné qu'il faisait partie des psaumes Hallel chantés aux grandes fêtes sous le second temple, et par conséquent à la Pâque juive.
L'usage spécifique porté par cette légende peut donc refléter une histoire spécifique dont la tradition s'est perdue.